# Concatenazione virtuale
La concatenazione virtuale (acronimo inglese: VCAT o VCONC) è una tecnica di multiplazione inversa usata per dividere la banda SONET/SDH tra gruppi logici, che possono essere trasportati o instradati indipendentemente. 
La concatenazione virtuale supera alcuni limiti della  concatenazione contigua, introdotta precedentemente. Innanzitutto, tramite la concatenazione virtuale è possibile utilizzare in modo più efficiente la banda. Infatti, a differenza della concatenazione contigua che si basa sulle Administrative Unit (AU-3, equivalente a una modularità di 45 Mbit/s, o AU-4, equivalente a una modularità di 155 Mbit/s), la concatenazione virtuale utilizza i Virtual Container della trama SDH, che offrono granularità migliori (2 Mbit/s per i VC-12, 34/45 Mbit/s per i VC-3, 140 Mbit/s per i VC-4) per cui si riesce ad adattare meglio il segnale client alle bit rate disponibili nel contenitore SDH, riducendo la quantità di banda non utilizzata per eccesso. 
Per esempio, un flusso Fast Ethernet di rate nominale 100 Mbit/s può essere trasportato usando 50 VC-12 concatenati virtualmente, equivalenti a 100 Mbit/s esatti, quindi senza alcuno spreco di banda, mentre con la concatenazione contigua occorrono tre AU3, equivalenti a 155 Mbit/s, con un eccesso di 55 Mbit/s, pari al 35% della banda allocata. Inoltre, nel caso della concatenazione virtuale la parte di banda residua (13 VC-12) può essere sfruttata per trasportare dell'ulteriore traffico di altro tipo, mentre se si usa la concatenazione contigua su tre AU-3 i 55 Mbit/s in eccesso non possono essere utilizzati per nessun altro traffico, sprecando così la banda.
Un altro vantaggio deriva dal meccanismo stesso alla base della concatenazione virtuale. Il traffico viene distribuito su più VC associati logicamente ma per il resto completamente indipendenti tra di loro. Un byte opportuno dell'overhead del VC (POH) consente di individuare quali sono i VC che appartengono a una concatenazione e la loro posizione sequenziale all'interno del gruppo concatenato, per poter ricostruire il flusso originale nel nodo di terminazione. Per tutto il resto, un VC appartenente a un gruppo concatenato è indistinguibile da un VC singolo ordinario. In particolare, ciascun VC può seguire anche un suo percorso completamente indipendente da quello degli altri VC appartenenti al gruppo: solo i punti di inizio e di fine del circuito devono essere gli stessi per tutti i VC concatenati.
Questo meccanismo consente una maggior flessibilità di utilizzo delle risorse di rete, offrendo allo stesso tempo anche una migliore protezione contro i guasti fisici e soprattutto non richiede di usare apparati in grado di gestire la concatenazione virtuale se non agli estremi del circuito. Nei punti intermedi infatti i VC possono essere processati senza problemi anche da apparati non in grado di gestire la concatenazione virtuale. Il risultato è che introdurre la funzionalità di concatenazione virtuale in una rete già esistente e in esercizio è meno costoso e ha meno impatti di ingegnerizzazione delle rete rispetto all'introduzione della concatenazione contigua.
L'uso del protocollo LCAS (Link Capacity Adjustment Scheme) in associazione con la concatenazione virtuale permette di aggiustare in modo dinamico l'ampiezza di banda utilizzata, consentendo di aggiungere o rimuovere uno o più VC dal gruppo concatenato senza interrompere il traffico. Tramite lo stesso protocollo inoltre è possibile, in caso di guasto di uno dei VC del gruppo redistribuire in modo automatico il traffico sui rimanenti VC, aumentando così la disponibilità e la robustezza della rete di trasporto.